# Abraxas magnimaculata
Abraxas magnimaculata är en fjärilsart som beskrevs av Barend J. Lempke 1970. Abraxas magnimaculata ingår i släktet Abraxas och familjen mätare. Inga underarter finns listade i Catalogue of Life.